# Hemsleya amabilis
Hemsleya amabilis là một loài thực vật có hoa trong họ Cucurbitaceae. Loài này được Diels mô tả khoa học đầu tiên năm 1912.